# داركو هورفات (سياسي)
داركو هورفات (بالكرواتية: Darko Horvat)‏ هو سياسي كرواتي، ولد في 28 سبتمبر 1970 في تشاكوفيتش في كرواتيا. حزبياً، نشط في الاتحاد الديمقراطي الكرواتي. وقد انتخب وزير Ministry of Economy and Sustainable Development (Croatia) ‏.